# Новосибирский колледж электроники и вычислительной техники
Новосибирский колледж электроники и вычислительной техники — среднее специальное учебное заведение в Заельцовском районе Новосибирска, основанное в 1959 году.

## История
19 марта 1959 года приказом Западно-Сибирского Совнархоза № 32 на базе филиала Новосибирского радиотехнического техникума был создан Новосибирский электровакуумный техникум.
В 1961 году учреждение впервые приняло группу на дневное отделение. До этого существовало лишь вечернее, обучавшее студентов по двум специальностям.
В 1966 году техникум перешёл под управление Министерства электронной промышленности.
В 1968 году учебное заведение получило новое название — Новосибирский техникум электронных приборов.
В 1972 году техникум переехал в новый учебный корпус.
В 1992 году образовательное учреждение было переименовано в Новосибирский колледж электроники, в 2007 — в Новосибирский техникум электроники и вычислительной техники, в 2014 — в Новосибирский колледж электроники и вычислительной техники.
В 2024 году колледж вошёл в образовательно-производственный кластер «Информационные технологии» в рамках федерального проекта «Профессионалитет».

## Награды
Звание «Заслуженный учитель Российской Федерации» присвоено З. К. Калашниковой, О. Д. Зезюлину, Г. А. Токманцевой, Г. М. Новотной; нагрудного знака «Почётный работник среднего профессионального образования» удостоены В. Л. Ванькова, В. Н. Первухин, В. И. Лубягина, С. Б. Дейс; нагрудного знака «Отличник народного просвещения» — Г. П. Кузнецова; работа многих учителей отмечена Почётной грамотой МО РФ.

## Директоры
- П. И. Котов (1959—1960);
- Л. А. Кайгородов (1960—1964);
- Ф. Д. Фурсов (1964—1986), заслуженный учитель школы РСФСР;
- О. Д. Зезюлин (1987—2010);
- А. В. Безгеймер (2018 — н.в.);